# 용량-반응 관계

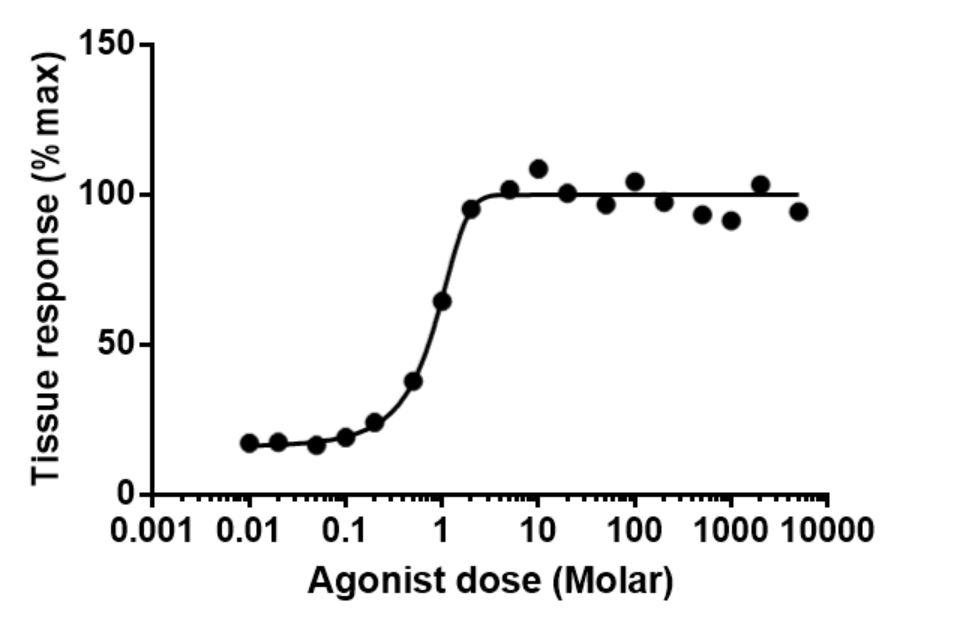
작용제에 의한 자극에 대한 표준화된 조직 반응을 나타내는 용량 반응 곡선. 저용량은 반응을 일으키기에 충분하지 않은 반면, 고용량은 최대 반응을 생성힌다. 곡선의 가장 가파른 점은 0.7 몰의 EC50에 해당한다

용량-반응 관계(用量反應關係, 영어: dose-response relationship) 또는 용량-반응 곡선(用量反應曲線, 영어: dose-response curve)은 특정 노출 시간 후 자극 또는 스트레스 요인 (보통 화학 물질)에 대한 노출 (또는 용량)의 함수로서 유기체의 반응의 크기를 설명한다. 노출-반응 관계(露出反應關係, 영어: exposure-response relationship)라고도 한다. 용량-반응 관계는 용량-반응 곡선에 의해 설명 될 수있다.  용량-반응 함수 또는 용량-반응 곡선은 화학 물질에 국한되지 않고 모든 유형의 자극(또는 노출용량)으로부터의 반응에서 보다 광범위하게 정의될수있다.
한편 약물학에서 약물의 용량과 약효의 관계를 나타내는 곡선을 가리킨다. 약물의 용량의 대수를 가로축으로, 반응률을 세로축으로 하여 용량에 대응하는 반응률을 구한다. 곡선은 일반적으로 ‘S’ 자 모양을 나타낸다. 이 곡선에서 반응률 50%를 나타내는 용량을 ED50이라고 한다.

## 반감기
반감기 또는 소실 반감기(消失半減期)는 신체에 약물 투여시 약물의 축적현상이 없다는 전제하에 체내로부터 어떤 물질이 소실되어 그 양이 처음 양의 반이 되는 데 걸리는 시간을 말하기도 한다. 적응증에서도 중요한 고려 사항이다.

## 누적용량반응곡선
누적용량반응곡선(累積容量反應曲線)은 블리스(Bliss)의 살충제의 용량과 곤충의 치사율에 관한 연구에서, 시험 동물의 누적 치사율을 Y축으로 하고 용량의 대숫값을 X축으로 설정하여 구성한 곡선을 말한다.

## 같이 보기
- 베버-페히너의 법칙
- 아른트-슐츠 법칙(Arndt-Schulz law)